# Tove Skutnabb-Kangas
Tove Anita Skutnabb-Kangas (Helsinque, 6 de julho de 1940 – Lund, 29 de maio de 2023) foi uma linguista e educadora finlandesa. Ela é conhecida por cunhar o termo linguicismo para se referir à discriminação com base na linguagem.

## Biografia
Skutnabb-Kangas nasceu em Helsinque, Finlândia, e suas línguas maternas eram finlandês e sueco. Depois de receber sua educação em escolas de sexo único em Helsinque, ela trabalhou por um curto período na faculdade de formação de professores. Em 1967 e 1968, ela estava nos Estados Unidos, onde trabalhou para Einar Haugen no Departamento de Línguas Nórdicas de Harvard. Depois disso, ela trabalhou brevemente como professora em Helsinque. A partir de 1970, ela trabalhou como cientista em universidades na Finlândia e na Dinamarca. Em 1976, ela obteve seu primeiro doutorado em Helsinque; O assunto de seu doutorado foi o bilinguismo. De 1995 a 2000, ela lecionou na Universidade de Roskilde, onde foi pesquisadora convidada de 1979 a 2007. Desde então até sua morte, ela foi emérita.
O tema de seu trabalho foi principalmente o estudo das condições do bilinguismo. No início da década de 1980, ela desenvolveu o conceito de linguicismo, com o qual resumiu a discriminação de línguas minoritárias. Ela criticou a negligência de crianças que falam línguas maternas estrangeiras ao país onde vivem (por exemplo, crianças turcas na Alemanha), bem como a desvalorização do bilinguismo. Kangas definiu o linguicismo como as "ideologias e estruturas que são usadas para legitimar, efetuar e reproduzir a divisão desigual de poder e recursos (materiais e imateriais) entre grupos que são definidos com base na linguagem".
Em 2000, foi publicado um livro com o título Rights to language: equity, power and education; celebrating the 60th birthday of Tove Skutnabb-Kangas por seu marido, o linguista britânico Robert Phillipson.
Ela era madrasta do ator dinamarquês Caspar Phillipson. 
Em 2003, ela e Aina Moll ganharam o Prêmio Linguapax, concedido pela Linguapax Internacional.
Skutnabb-Kangas morreu em Lund, Suécia, em 29 de maio de 2023, aos 82 anos. 

## Obras publicadas
- Bilingualism or not - the education of minorities. [S.l.: s.n.] ISBN 0-905028-17-1
- Minority education: from shame to struggle. [S.l.: s.n.]
- Language, Literacy and Minorities. [S.l.: s.n.]
- Linguistic Human Rights. Over-coming linguistic discrimination. Contributions to the Sociology of Language 67. [S.l.: s.n.] ISBN 3-11-014878-1 (478 páginas, Brochura).
- Multilingualism for All. Series European Studies on Multilingualism. [S.l.: s.n.] ISBN 90-265-1423-9
- Language: A Right and a Resource. Approaching Linguistic Human Rights. [S.l.: s.n.] ISBN 963-9116-64-5
- Linguistic genocide in education? or worldwide diversity and human rights?. [S.l.: s.n.] ISBN 0-8058-3468-0